# The Abbey Road Sessions
The Abbey Road Sessions è una raccolta della cantante australiana Kylie Minogue, pubblicato nel 2012 dalla Parlophone.
Il disco è stato registrato con un'intera orchestra nei famosi Abbey Road Studios di Londra nel 2011 e contiene i brani più famosi della diva australiana riarrangiati, da Locomotion del 1988 al grande successo del 2001 Can't Get You out Of My Head sino alla recente All The Lovers. Il progetto, supervisionato dal collaboratore di Kylie Steve Anderson, è un album raffinato ed elegante che attraversa differenti generi musicali, dalla semplicità del pianoforte in I Believe in You e Never Too Late alle percussioni di Finer Feelings, al trip hop della sensuale Slow al rock di Confide in Me senza tralasciare un divertente vibe anni 60 in Locomotion.
Vera perla del disco è l'inedito Flower (estratto come singolo accompagnato da un suggestivo video diretto da Kylie stessa), brano intimo che racconta di una maternità mai avvenuta esprimendo il desiderio di avere un figlio; Kylie aveva scritto questa canzone insieme a Steve Anderson nel 2007 ma non entrò a far parte di X, album uscito in quell'anno ma fu comunque cantata durante l'X2008 Tour e divenne una delle sue canzoni più amate dai fan.

## Tracce
Edizione standard
1. All the Lovers – 3:22 (Jim Eliot, Mima Stilwell)
2. On a Night like This – 3:00 (Steve Torch, Mark Taylor, Graham Stack, Brian Rawling)
3. Better the Devil You Know – 3:58 (Mike Stock, Matt Aitken, Pete Waterman)
4. Hand on Your Heart – 3:36 (Mike Stock, Matt Aitken, Pete Waterman)
5. I Believe in You – 2:48 (Kylie Minogue, Scott Hoffman, Jason Sellards)
6. Come into My World – 3:32 (Cathy Dennis, Rob Davis)
7. Finer Feelings – 3:35 (Mike Stock, Pete Waterman)
8. Confide in Me – 4:08 (Anderson, Dave Seaman, Edward Barton)
9. Slow – 4:08 (Kylie Minogue, Dan Carey, Emilíana Torrini)
10. Locomotion – 2:34 (Gerry Goffin, Carole King)
11. Can't Get You out of My Head – 3:33 (Cathy Dennis, Rob Davis)
12. Where the Wild Roses Grow (feat. Nick Cave) – 4:05 (Nick Cave)
13. Flower – 3:31 (Steve Anderson, Kylie Minogue)
14. I Should Be So Lucky – 3:14 (Mike Stock, Matt Aitken, Pete Waterman)
15. Love at First Sight – 3:35 (Kylie Minogue, Richard Stannard, Julian Gallagher, Ash Howes, Martin Harrington)
16. Never Too Late – 3:01 (Mike Stock, Matt Aitken, Pete Waterman)

Durata totale: 55:40
Edizione australiana
1. Wow – 3:04 (Kylie Minogue, Greg Kurstin, Karen Poole)

Edizione giapponese
1. In My Arms – 3:41 (Kylie Minogue, Calvin Harris, Stannard, Paul Harris, Julian Peake)

## Classifiche
| Classifica (2012) | Posizione massima |
| ----------------- | ----------------- |
| Australia         | 7                 |
| Austria           | 53                |
| Belgio (Fiandre)  | 22                |
| Belgio (Vallonia) | 31                |
| Francia           | 24                |
| Germania          | 31                |
| Nuova Zelanda     | 39                |
| Paesi Bassi       | 24                |
| Regno Unito       | 2                 |
| Spagna            | 19                |
| Stati Uniti       | 120               |